# Weinfraktionierung
Die Weinfraktionierung ist ein Verfahren der Fraktionierten Destillation, mit dem Wein in einer Schleuderkegelkolonne in seine Bestandteile zerlegt wird. Das Zerlegen dient einerseits dem Zweck, die Aromabestandteile später wieder zusammenzusetzen, um immer gleichschmeckende Weine zu erhalten. Andererseits können dadurch Bestandteile entfernt werden, die den Geschmack des Weines nachteilig beeinflussen. Durch ein Weinhandelsabkommen mit den USA ist der Import solcher Weine in die EU seit 1. Januar 2006 erlaubt, ohne dass dieses Verfahren auf dem Etikett ausgewiesen wird.